# Comitato europeo di normazione elettrotecnica
     Membri
     Affiliati

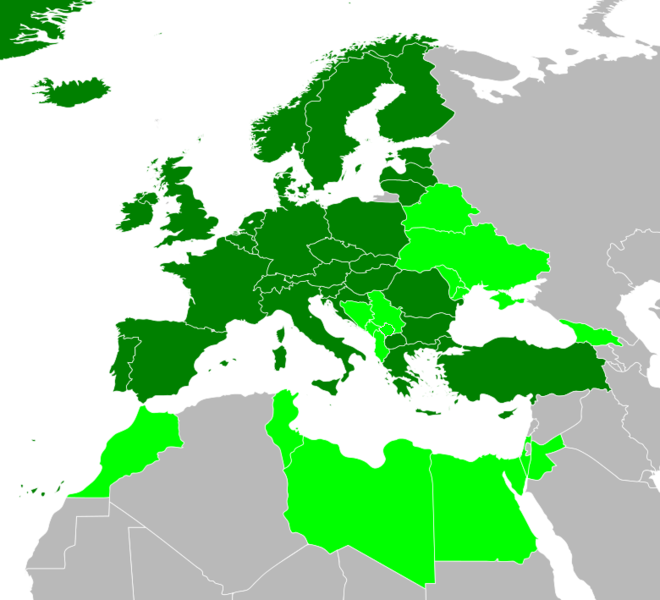
Membri
Affiliati

Il Comitato europeo di normazione elettrotecnica (in francese: Comité européen de normalisation en électronique et en électrotechnique), meglio noto con l'acronimo CENELEC, è il comitato europeo per la normalizzazione elettrotecnica. 
Il CENELEC è responsabile della normalizzazione europea nell'area dell'ingegneria elettrica.
Insieme all'ETSI (telecomunicazioni) e al CEN (altre zone tecniche), il CENELEC forma il sistema europeo per la normalizzazione.
Il CENELEC è stato fondato nel 1973; prima di allora, due organizzazioni erano responsabili della normalizzazione elettrotecnica: il CENELCOM e il CENEL.
Il CENELEC è un'organizzazione senza scopo di lucro secondo la legge belga, con sede a Bruxelles.
Sebbene il CENELEC lavori in stretta collaborazione con l'Unione europea, esso non è un'istituzione di quest'ultima.

## Missione ed obiettivi
La missione del CENELEC è quella di occuparsi di regolamentazione e norme che aiutano lo sviluppo del mercato unico europeo / Spazio economico europeo per i prodotti elettrici ed elettronici e dei servizi, eliminando gli ostacoli al commercio, creando nuovi mercati e il taglio dei costi.
Per fare questo, CENELEC è fortemente impegnata a:
- Soddisfare le esigenze dell'industria europea e le altre parti interessate sul mercato in materia di standardizzazione e di valutazione della conformità in materia di energia elettrica, l'elettronica e le tecnologie associate.
- Guidare e regolamentare tutti gli aspetti della qualità dei prodotti, la sicurezza dei prodotti, la qualità del servizio e sicurezza dei servizi nei settori dell'energia elettrica, dell'elettronica e delle tecnologie associate, tra cui la tutela dell'ambiente, l'accessibilità e l'innovazione, e quindi a contribuire al benessere della società.
- Dare supporto ad IEC (International Electrotechnical Commission), nella realizzazione della sua missione: "Per essere globalmente riconosciuta come il fornitore di norme e di valutazione della conformità e dei relativi servizi necessari per agevolare il commercio internazionale in materia di energia elettrica, l'elettronica e le tecnologie associate.

In aggiunta alle regolari attività di standardizzazione raggiunto dal CENELEC fin dalla sua fondazione, una risoluzione del Consiglio europeo del 7 maggio 1985 ha dato una nuova dimensione alla missione del CENELEC, riconoscendo come organismo di standardizzazione in grado di fornire le norme armonizzate per il settore elettrotecnico, nell'ambito del nuovo approccio.

## Membri
I membri sono gli istituti di normalizzazione elettrotecnica nazionale della maggior parte dei paesi europei. Solo un'organizzazione di standardizzazione nel ramo dell'elettrotecnica per paese può essere membro del CENELEC. Essi sono riconosciuti a livello nazionale ed europeo e rappresentano tutti gli interessi di standardizzazione nel loro paese.
I membri correnti del CENELEC sono:
| Paese           | Organizzazione |
| --------------- | --- |
| Austria         | Österreichischer Verband für Elektrotechnik |
| Belgio          | Comité Electrotechnique Belge - Belgisch Elektrotechnisch Comité |
| Bulgaria        | Bulgarian Institute for Standardization |
| Cipro           | Bulgarian Institute for Standardization |
| Repubblica Ceca | Czech Office for Standards, Metrology and Testing |
| Danimarca       | Danish Standards Foundation |
| Estonia         | Estonian Centre for Standardization |
| Finlandia       | Standardization in Finland |
| Francia         | Union technique de l'electricité |
| Germania        | Deutsche Kommission Elektrotechnik Elektronik Informationstechnik im DIN und VDE                                                                                       |
| Grecia          | Hellenic Organization for Standardization |
| Ungheria        | Hungarian Standards Institution |
| Islanda         | Icelandic Standards |
| Irlanda         | Electro-Technical Council of Ireland Limited |
| Italia          | Comitato elettrotecnico italiano |
| Lettonia        | Latvian Standard |
| Lituania        | Lithuanian Standards Board |
| Lussemburgo     | Institut luxembourgeois de la normalisation, de l'accréditation, de la sécurité et qualité des produits et services                                                    |
| Malta           | Malta Competition and Consumer Affairs Authority (MCCAA) |
| Norvegia        | Norsk Elektroteknisk Komite |
| Paesi Bassi     | Netherlands Elektrotechnisch Comité |
| Polonia         | Polish Committee for Standardization |
| Portogallo      | Instituto Português da Qualidade |
| Romania         | Romanian Standards Association |
| Serbia          | Institut za standardizaciju Srbije (ISS) - Serbian Standards Institute                                                                                                 |
| Slovacchia      | Slovak Electrotechnical Committee (SEV) - Slovak Standards Institute (SUTN)                                                                                            |
| Slovenia        | Slovenian Institute for Standardization |
| Spagna          | Asociación Española de Normalización y Certificación |
| Svezia          | SEK Svensk Elstandard |
| Svizzera        | Electrosuisse SEV - Associazione per l'elettronica, la tecnica energetica e l'informatica - Association for Electrical Engineering, Power and Information Technologies |
| Regno Unito     | British Electrotechnical Committee British Standards Institution |

Albania, Bosnia ed Erzegovina, Bulgaria, Croazia, Macedonia, Serbia, Montenegro, Turchia e Ucraina sono attualmente "affiliate members" in attesa cioè di diventarne membri a pieno titolo.

## Tipologie di norme
L'Organizzazione CENELEC occupa la maggior parte del suo lavoro nella creazione e stesura di norme europee (EN) e documenti armonizzati (HD). Queste norme o standard, se approvati, vengono applicati in tutti i paesi membri del CENELEC e non possono in nessun modo entrare in conflitto con altre norme già in vigore.
Una volta rilasciate le norme EN, esse devono essere accettate (senza subire modifiche) da tutti i membri CENELEC. Le norme HD, a differenza delle norme EN sono più flessibili, è solo il contenuto tecnico che deve essere recepito
(non hanno importanza i testi o i documenti).

### EN - European Standard
La norma EN (esempio EN 60335) è una norma europea e costituisce un componente chiave del mercato comunitario. La norma viene rilasciata nelle tre lingue ufficiali (inglese, tedesco e francese) a tutti i membri CENELEC, i quali la devono applicare senza nessuna modifica. Le norme rilasciate non possono in nessun caso andare in conflitto con le altre norme in vigore e rilasciate da CENELEC. L'approvazione della norma segue una prassi ben definita e prima dell'attuazione deve: creare di una bozza della norma per il comitato tecnico di CENELEC o per il gruppo di lavoro, mandare la richiesta a livello nazionale, segue una votazione formale a livello nazionale e poi l'approvazione finale da parte della Commissione Tecnica prima della sua attuazione in tutti i paesi membri.

### HD - Harmonization Document
Hanno le stesse caratteristiche delle norme EN tranne per il fatto che non vi è alcun obbligo di pubblicare un identico standard a livello nazionale. A livello nazionale (può essere fatto in diversi documenti e le parti), tenendo conto del fatto che il contenuto tecnico delle HD deve essere recepita in maniera uguale in tutto il mondo.

### TS - Technical Specification
Il TS è un documento normativo i prodotti e approvato da un comitato tecnico non del CENELEC. Molti dei requisiti obbligatori necessari per avere una norma non si applica alle specifiche tecniche: non c'è sosta, non pubblica, il voto non seguire le stesse regole come in CENELEC tecnico (dove è ponderata).
Un TS deve essere prodotto solo in una delle lingue ufficiali e la sua durata massima è ridotta a due o tre anni. Specifiche tecniche sono spiegate in termini di sostegno al mercato europeo e ad agire come un metodo di orientamento verso le tecnologie in evoluzione e sperimentale circostanze che non basta raccogliere il consenso per la pubblicazione di una norma EN.
Un TS non può essere in conflitto con altri standard CENELEC. Se il TS entra in conflitto di conflitto con una norma EN, esso deve essere ritirato.

### TR - Technical Report
È un documento informativo dal contenuto tecnico dei lavori di standardizzazione. Viene pubblicato solo in una delle tre lingue ufficiali ed è approvato dal consiglio tecnico o da un comitato tecnico a maggioranza semplice. Nessun limite di durata si applica.

### G - Guides
CENELEC Guide sono documenti informativi relativi al "sistema interno". Esse possono specificare informazioni su principi guida di standardizzazione e scrittura. La Guida deve essere approvato dall'assemblea generale o dal comitato tecnico. Non ha nessun limite di durata.

### CWA - CENELEC Workshop Agreement
Come indicato dal loro nome, CWA è un accordo di sviluppo, approvato da un Workshop con il consenso raggiunto tra gli individui e le organizzazioni. Essi devono essere pubblicati in almeno una delle lingue ufficiali. La revisione è possibile.

## Struttura delle norme
La numerazione delle norme europee ha una strutturata e sequenza organizzata:
Esempio: EN 50225:1996 (l'anno d'attuazione della norma EN è separata dal numero da due punti);
- EN 50157-2-1:1996 (numero norma);
Le prime due cifre indicano l'origine della norma:
- 40000 a 44999 copre settori di comune attività CEN / CENELEC nel settore IT
- 45000 a 49999 copre settori di comune attività CEN / CENELEC al di fuori del settore IT
- 50000 a 59999 copre attività CENELEC
- 60000 a 69999 si riferiscono alla realizzazione dei documenti CENELEC / IEC con o senza modifiche
La IEC e ISO hanno stanziato gli stessi blocchi di numeri di pubblicazione: da 1 a 59999 per l'ISO e da 60000 a 79999 per la IEC.